# Хвин, Стефан
Стефан Хвин (пол.  Stefan Chwin, 11 апреля 1949, Гданьск) — польский писатель, литературный критик, эссеист.

## Биография
Преподает литературу в университете Гданьска.

## Творчество
Наряду с Гюнтером Грассом и соотечественником Павлом Хюлле, Стефан Хвин — художественный летописец родного города. Кроме романов, новелл и литературно-критической прозы, в основном посвящённой польскому романтизму, Хвин — автор нескольких книг для детей и юношества, опубликованных под псевдонимом Макс Ларс и иллюстрированных его собственными рисунками.

## Избранные сочинения
- Bez autorytetu (szkice) (1981)
- Krótka historia pewnego żartu (1991)
- Literatura i zdrada (1993)
- Hanemann (1995)
- Romantyczna przestrzeń wyobraźni (1998)
- Esther (1999)
- Złoty pelikan (2003)
- Kartki z dziennika (2004)
- Żona prezydenta (2005)
- Dolina Radości (2006)
- Dziennik dla dorosłych (2008)
- Samobójstwo jako doświadczenie wyobraźni (2010, Литературная премия г.Гдыня)
- Panna Ferbelin (2011

## Публикации на русском языке
- Ханеман. Роман/ Пер. с польск. К. Старосельской. — М.: АСТ, 2003 (переизд. 2005)
- Гувернантка. Роман. М.: Новое литературное обозрение, 2004 (Современное европейское письмо) − 320 с.
- Воспитательница с Тверской

## Признание
Премия Фонда Косцельских (1983). Премия Paszport Polityki (1995). Премия Андреаса Грифиуса (ФРГ, 1999) и др. награды. Книги Хвина, среди которых наибольшую известность приобрел роман Ханеман, переведены на английский, французский, немецкий, испанский, словенский языки.